# Pyrausta acontialis
Pyrausta acontialis is een vlinder van de familie van de grasmotten (Crambidae). De wetenschappelijke naam van deze soort is voor het eerst voorgesteld als Botys acontialis door Otto Staudinger in een publicatie uit 1859.

## Verspreiding
De soort komt voor in Frankrijk, Portugal, Spanje en Marokko.

## Waardplanten
De rups leeft op Lavandula angustifolia en Lavandula stoechas (Lamiaceae).

## Ondersoorten
- Pyrausta acontialis acontialis (Staudinger, 1859)
- Pyrausta acontialis senicalis (Staudinger, 1859) (Spanje)